# Delphinium parryi
Delphinium parryi és una espècie d'esperó conegut pels noms comuns d'esperó de cavaller de San Bernardino i esperó de cavaller de Parry, de la família de les ranunculàcies (Ranunculaceae).
Delphinium parryi pot arribar a fer fins a 1 m d'alçada màxima. Té tiges i fulles difuses i profundament lobulades. La inflorescència conté unes poques a més de 60 flors en pedicels llargs. Els sèpals i pètals són de color porpra intens a blau clar, amb els pètals superiors sovint blancs. L'esperó pot arribar a fer més de dos centímetres de llarg.
Aquesta flor silvestre és originària de la Baixa Califòrnia i Califòrnia des del sud de la badia de San Francisco. Es troba a chaparrals i boscos i altres hàbitats.

## Taxonomia
Delphinium parryi va ser descrita per Asa Gray i publicat a Botanical Gazette 12(3): 53, a l'any 1887.
Etimologia
Vegeu: Delphinium
parryi: epítet atorgat en honor del botànic i col·leccionista botànic americà d'origen anglès de la Pacific Railway Survey, el Dr. Charles Christopher Parry (1823-1890), que va visitar les muntanyes i deserts del sud-oest moltes vegades.